# Župna crkva Uzašašća Gospodnjega u Zagrebu
Župna crkva Uzašašća Gospodnjega katolička je crkva građena od 1997. do 2001. godine u zagrebačkoj četvrti Sloboština. Crkvu je u studenom 2018. godine posvetio zagrebački nadbiskup kardinal Josip Bozanić.

## Arhitektura
Župna crkva Uzašašća Gospodnjega smještena je unutar stambene četvrti, u kojoj se višestambena izgradnja nastavlja na urbanističku strukturu susjednog naselja Dugave, dok su rubni dijelovi obilježeni niskom gradnjom obiteljskih kuća. Crkva je locirana uz jednu od glavnih prometnica četvrti, a ispred nje je formiran trg. Idejno rješenje za izgradnju crkve izradila je Jagoda Bodić.
Ulazno pročelje obilježava istaknuta vertikala zvonika, koji je jasno vidljiv s pristupnih prometnica.
Na pravokutnom tlocrtu izgrađen je prostor koji je longitudionalno usmjeren prema svetištu. Krov je jednostrešni. Prezbiterij je jako uzdigutn u odnosu na prostor vjernika. U središtu svetišta nalazi se oltar. Lijevo od oltara smješten je ambon, a u njegovoj se pozadini nalazi vitraj s temom Uzašašća Gospodnjeg. Desno od oltara je krstionica. Svetohranište je smješteno ispod vitraja. Nad ulazom u crkvu nalazi se kor.

## Galerija
- Pogled na crkvu iz daljine
- Ulazno pročenje i zvonik
- Pogled s ulaza prema oltaru
- Oltar i dekoracije
- Vitraj iznad olatara
- Unutrašnjost, svod i kor
- Unutrašnji prostor